# Melpomene (geslacht)
Melpomene is een geslacht van spinnen uit de  familie van de Agelenidae (trechterspinnen).

## Soorten
- Melpomene bicavata (F. O. Pickard-Cambridge, 1902)
- Melpomene chamela Maya-Morales & Jiménez, 2017
- Melpomene chiricana Chamberlin & Ivie, 1942
- Melpomene coahuilana (Gertsch & Davis, 1940)
- Melpomene elegans O. Pickard-Cambridge, 1898
- Melpomene panamana (Petrunkevitch, 1925)
- Melpomene penetralis (F. O. Pickard-Cambridge, 1902)
- Melpomene plesia Chamberlin & Ivie, 1942
- Melpomene quadrata (Kraus, 1955)
- Melpomene rita (Chamberlin & Ivie, 1941)
- Melpomene singula (Gertsch & Ivie, 1936)
- Melpomene solisi Maya-Morales & Jiménez, 2017
- Melpomene transversa (F. O. Pickard-Cambridge, 1902)